# Artigliere (F 582)
La nave Artigliere è stata un'unità missilistica della Marina Militare Italiana derivata dalla Classe Lupo inizialmente costruita, insieme ad altre tre unità, per l'Iraq, ma che a causa dell'embargo, dovuto prima alla guerra Iran-Iraq e poi alla prima Guerra del Golfo, non venne mai consegnata agli iracheni e che dopo essere stata sottoposta ad una serie di lavori per essere adeguata agli standard NATO, entrò in servizio nella Marina Militare Italiana nel 1994 venendo classificata pattugliatore di squadra.

## Servizio
La costruzione della nave era avvenuta presso i Cantieri Navali Riuniti di Ancona, (società allora controllata dalla Fincantieri), all'inizio degli anni ottanta, ed all'unità era stato attribuito il nome Hittin ed il distintivo ottico F-14.
Il nome originario dell'unità richiamava la battaglia di Ḥaṭṭīn, che ebbe luogo il 4 luglio 1187 tra il Regno crociato di Gerusalemme e le forze ayyubidi comandate da Saladino che vide la sconfitta dei crociati e decretò l'inizio della fine del Regno crociato e la riconquista islamica di buona parte della Palestina. 
Entrata a far parte della Marina Militare Italiana l'unità ha avuto una vita operativa intensa con la partecipazione a varie operazioni svolte congiuntamente ad unità di marine alleate. L'unità ha preso parte al pattugliamento dell'Adriatico tra il 1995 e il 2000 inframezzata da una Campagna Navale nel Sud Est asiatico tra settembre 1997 e gennaio 1998. Ha poi preso parte all'Operazione Active Endeavour, in più riprese, tra il 2002 e il 2005, nell'ambito di STANAVFORMED (Forza Navale di Stazionamento nel Mediterraneo) in Mediterraneo Orientale nel 2002 e nell'ambito di STANAVFORLANT (Forza Navale di Stazionemento nell'Atlantico) sempre nel Mediterraneo Orientale nel 2002, nel 2003 e nel 2005. Sempre nel 2005 nel mese di maggio l'unità è stata Nave Comando della MCMFORSOUTH, la Forza di contromisure mine e tra settembre e ottobre ha svolto tirocinio navale presso il Centro Addestramento Aeronavale della Marina Militare. Nel 2006 ha preso parte nelle acque del Canale di Sicilia all'esercitazione bilaterale italo-maltese CANALE 06.
Il 31 gennaio 2012 l'unità è stata posta in RTD (Ridotta Tabella di Disponibilità) e il 13 dicembre 2013, presso il molo Sottoflutto del porto di Castellammare di Stabia, si è svolto l'ultimo ammaina bandiera. Alla cerimonia erano presenti autorità civili e militari, tra cui il sindaco di Castellammare di Stabia, il vicepresidente dell'associazione artiglieri in congedo, generale Genta e il Capo di stato maggiore della Marina ammiraglio De Giorgi al quale l'ultimo comandante dell'unità, capitano di fregata Paolo Casulli ha consegnato la bandiera di combattimento. Nel 2024 l'unità è stata trasportata insieme alla gemella Bersagliere ad Aliaga, Turchia, ed ivi entrambe demolite.

## Storia
Questa è la quinta unità della marina italiana a portare il nome Artigliere. La prima unità fu un cacciatorpediniere costruito nel Cantiere Ansaldo di Genova, varato nel 1907 e consegnato lo stesso anno alla Regia Marina e rimasto in servizio fino al 1923, dopo aver partecipato nel 1911 alle operazioni navali nel conflitto italo turco e alla prima guerra mondiale e dopo che nel 1921 era stato classificato torpediniera.
La seconda unità fu un cacciatorpediniere della Classe Soldati I Serie che costruito dai Cantieri OTO di Livorno, entrò in servizio nella Regia Marina il 14 novembre 1938. Durante la seconda guerra mondiale, dopo aver preso parte a 28 missioni di guerra tra le quali la battaglia di Punta Stilo, venne affondato la mattina del 12 ottobre 1940, dall'incrociatore pesante della Royal Navy HMS York dopo che nella notte era stato gravemente danneggiato e immobilizzato dal tiro dell'incrociatore leggero Ajax. Il suo comandante Carlo Margottini, caduto in plancia, venne decorato di Medaglia d'Oro al Valor Militare alla memoria.
La terza unità fu un cacciatorpediniere della Classe Soldati I Serie gemello del precedente Artigliere. Venne costruito come il gemello dai Cantieri OTO di Livorno, entrando in servizio, prima unità della classe, il 30 giugno 1938 con il nome Camicia Nera. Alla caduta del regime fascista venne ribattezzato Artigliere in onore del gemello andato perduto. Durante la guerra ebbe alcune modifiche al suo armamento e ebbe installato l'ecogoniometro. Al termine della guerra, in base alle clausole del trattato di pace venne ceduto in conto riparazione danni di guerra all'Unione Sovietica, prestando servizio nella flotta del Mar Nero fino al disarmo, avvenuto nel 1958.
La quarta unità fu l'ex cacciatorpediniere statunitense USS Woodworth appartenente alla classe Benson. La nave costruita nel cantiere Bethlehem di San Francisco venne varata il 29 novembre 1941, entrando in servizio il 30 aprile 1942. Dopo aver preso parte alla seconda guerra mondiale ed essere stato posto in riserva l'11 aprile 1946, l'unità venne ceduta all'Italia e consegnata alla MMI il 15 gennaio 1951, rimanendo in servizio fino al 1970 per essere definitivamente demolita nel 1971. Dopo la sua dismissione era stata anche usata come nave didattica alle scuole CEMM della Maddalena.

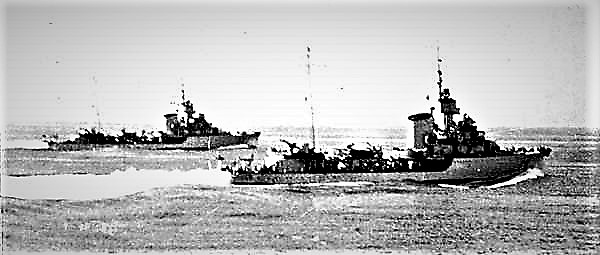
Camicia Nera e Artigliere durante lo scontro di Punta Stilo
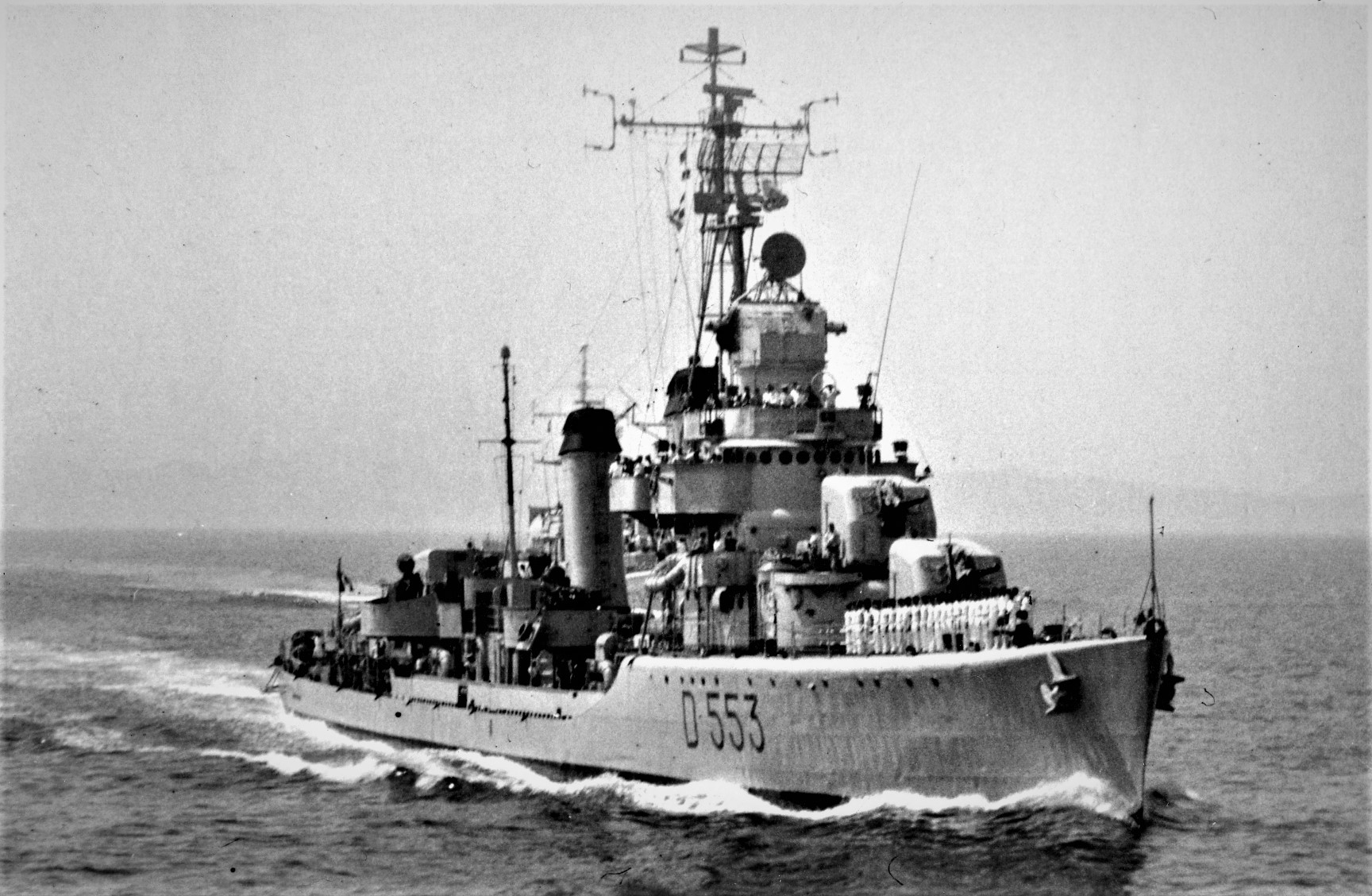
Il precedente Artigliere dopo l'adozione dell'uso della matricola

## Demolizione
Nel 2024 viene avviato alla demolizione nei cantieri turchi di Aliağa